# Котлик В'ячеслав Юрійович
В'ячеслав Юрійович Котлик — український військовослужбовець, полковник Збройних сил України, учасник російсько-української війни. Лицар ордена Богдана Хмельницького II (2022), III (2016) ступеня.

## Життєпис
Служив командиром танкового взводу. У 10-й окремій гірсько-штурмовій бригаді з моменту її формування. На початку жовтня 2020 року В'ячеслава Котлика було представлено особовому складу бригади як її нового командира.

## Нагороди
- орден Богдана Хмельницького II ступеня (1 липня 2022) — за особисту мужність і самовіддані дії, виявлені у захисті державного суверенітету та територіальної цілісності України, вірність військовій присязі[2];
- орден Богдана Хмельницького III ступеня (22 серпня 2016) — за особистий внесок у зміцнення обороноздатності Української держави, мужність, самовідданість і високий професіоналізм, виявлені під час бойових дій та при виконанні службових обов'язків[3].

## Військові звання
- підполковник,
- полковник (станом на 2020)[1].